# Стейс Крамер
Стейс Кра́мер (настоящее имя Анастаси́я Влади́мировна Хо́лова; род. 26 сентября 1996 года, Норильск) — российская писательница, автор книг для подростков.

## Биография
Анастасия родилась и выросла в Норильске. В 13 лет переехала вместе с семьёй в Астрахань. В 2019 году окончила обучение в Астраханском ГМУ по специальности «стоматология». Псевдоним «Стейс» происходит от имени «Анастасия», фамилия «Крамер» взята у героя фильма «Пила».

## Творчество
Роман «Пятьдесят дней до моего самоубийства» был выложен 16-летней Анастасией на сайте proza.ru. Он получил большую популярность среди подростковой аудитории: на 2016 год роман был скачан более пяти миллионов раз; издавшее книгу издательство АСТ реализовало более 130 тысяч экземпляров романа. Действие книги происходит в США: её героиня, подросток Глория (Лори) Макфин, устав от проблем дома и в школе, решает покончить с собой. Как отметила автор, «Даже и не думайте о том, что я написала данный рассказ, дабы показать, что самоубийство — решение всех проблем. Это вовсе не так. Я думаю, что каждый человек хотя бы раз задумывался о суициде. Когда нам плохо, когда у нас депрессия, когда мы ссоримся с родными, нас посещает мысль о том, что больше нет смысла так жить…». В конце книги, пережив ряд драм, героиня делает выбор в пользу жизни.
В 2016 году Стейс Крамер выпустила книгу «Мы с истёкшим сроком годности», которая была положительно оценена аудиторией портала livelib и получила звание «книги года» в номинации «Книги для подростков».
В 2019 году выпущено продолжение «Пятидесяти дней» — роман «Абиссаль».
В 2022 году Стейс Крамер выпустила книгу «Я и есть безумие», являющуюся продолжением романа «Абиссаль». В 2023 году все три романа были выпущены под одной обложкой под заголовком «История Глории».

## Скандал вокруг романа «Пятьдесят дней до моего самоубийства»
Книга, изданная в 2015 году, сразу привлекла к себе негативное внимание: по требованию Роспотребнадзора её стали изымать из книжных магазинов, мотивируя это неправильной маркировкой: роман на такую тему должен был иметь маркировку 18+, в то время как издательство сочло, что она относится к категории 16+: районный суд города Орла признал незаконным и размещение книги в интернете. В разных городах прошло более 20 процессов, касающихся запрета романа. В целом Роспотребнадзор принял около 330 решений, связанных с самой книгой, её аннотацией и связанными с ней материалами. Особое внимание к «Пятидесяти дням» привлекла статья в «Новой газете», где утверждалось, что действующие в интернете «группы смерти» берут материалы для своей деятельности из романа Стейс Крамер. Издательство пыталось обжаловать запрет книги. В 2017 году Мосгорсуд отверг аргументы издательства и признал обращение книги под маркировкой 16+ противоправным. Своё решение суд мотивировал тем, что в книге содержатся положительные упоминания об употреблении алкоголя и наркотических веществ. АСТ переиздало роман под названием «50 ДДМС: я выбираю жизнь» и с новой маркировкой. По данным Google, в 2019 году в российском сегменте поиска роман «Пятьдесят дней до моего самоубийства» находился на третьем месте среди книг, которые искали пользователи.

## Критические оценки
Эксперты находили в романе «суггестивные техники» внушения «негативных смыслов». В статье С. Ермачковой «Пятьдесят дней» приведены как пример «современной некачественной литературы»: в романе «царит разврат и криминал», содержится пропаганда наркотиков. Как отметила Евгения Пастернак, «родители уже плохо помнят школьную программу. Они боятся „50 дней до моего самоубийства“ и забывают, что в школе все читают „Ромео и Джульетту“. И если в современной книге героиня остаётся жива, то у Шекспира все умерли. Почему же первая книга может подтолкнуть к суициду, а вторая нет?». Обозреватели журнала ElleGirl внесли «Пятьдесят дней до моего самоубийства» в число «замечательных книг о дружбе». Другой рецензент считает, что, хотя повесть «не имеет ничего общего с художественной литературой», «подростку необходима психологическая поддержка в любом виде, даже в виде плохо написанной книжки с нереальными „реалиями“ и реальными подсказками, как выжить».
Авторы научно-методического пособия «Профилактика суицида подростков», отмечая, что книга «Пятьдесят дней до моего самоубийства» используется «группами смерти», указывают, что «книга представляет собой исповедь подростка, находящегося в кризисной ситуации, и, по сути, сама по себе не является опасной. В предисловии предупреждается о том, что никого не призывают к суицидам. Просто, когда человеку плохо, его может посетить мысль о самоубийстве. В такие моменты надо дать себе 50 дней, чтобы решить точно, чего ты хочешь: жить или умереть». Книга психологов А. С. и Н. А. Ананьевых «50 возможностей не допустить самоубийства» была представлена читателям как своеобразный «ответ» роману Стейс Крамер: в предисловии утверждается, что Крамер пишет «о реальности… о переживаниях подростков во всём мире» и что всем родителям подростков будет полезно познакомиться с романом.